# Proclus
Pour les articles homonymes, voir Proclos (homonymie).

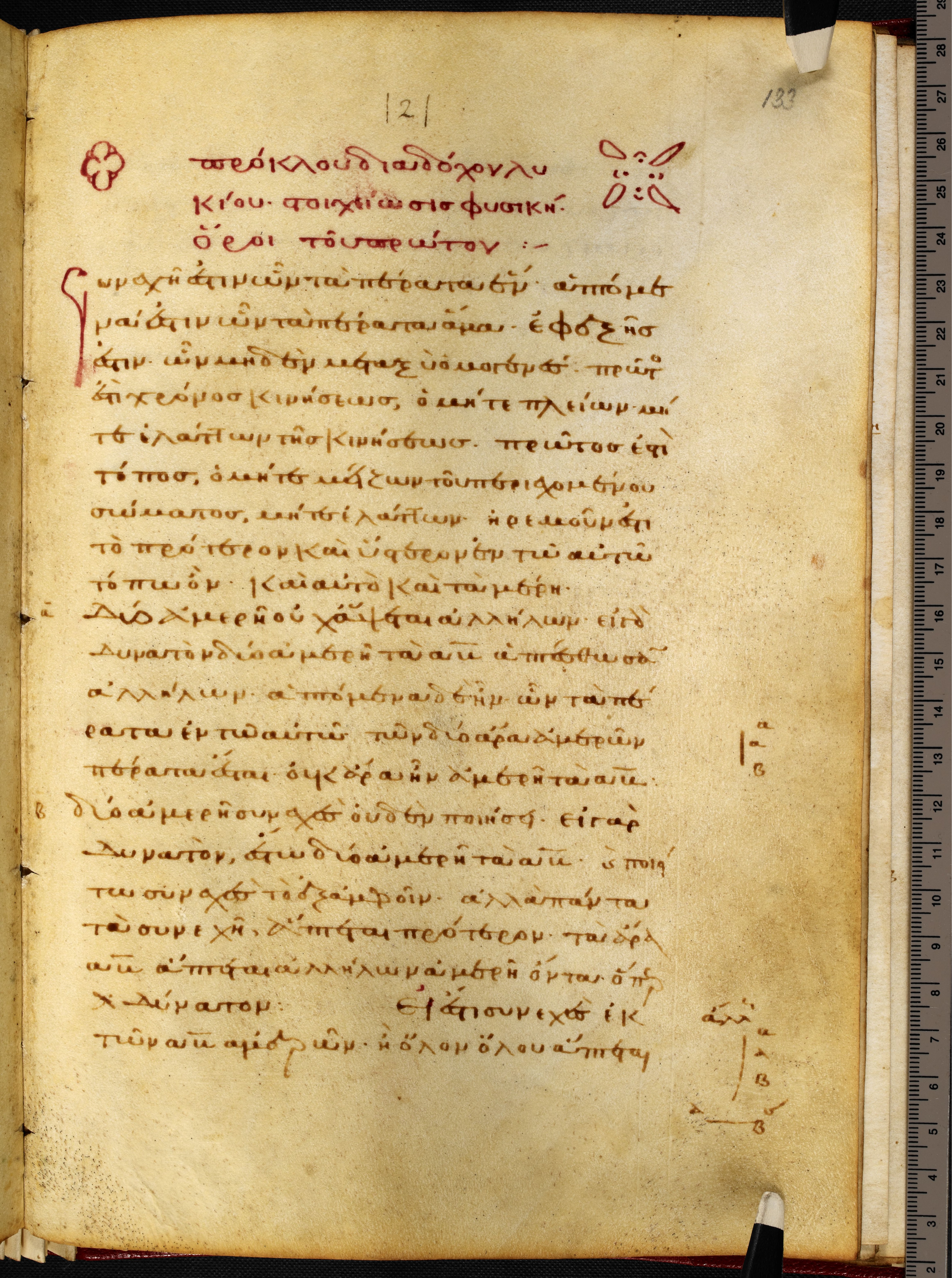
La page 2 de Procli Diadochi Lycii Institutio Physica (publié sous la direction de A. Ritzenfeld à Leipzig en 1912). Copie du manuscrit conservé par la British Library (Harley MS 5685, fol. 133r).

Proclus (Proclus de Lycie ou Proclus de Byzance) ou Proclos, en grec ancien Πρόκλος / Próklos, né le 7 ou 8 février 412 à Byzance et mort le 17 avril 485 à Athènes, surnommé « le Diadoque » (διάδοχος, successeur), fut un philosophe néoplatonicien de l'école néoplatonicienne d'Athènes. La forme Proclus, très fréquemment utilisée en français, est la forme latinisée.

## Biographie
La vie de Proclus est connue essentiellement par son successeur Marinus.
Il naît dans une riche famille de Byzance, fils de Patricius et Marcella, deux Lyciens, probablement le 7 ou le 8 février 412. Il est éduqué à Xanthos, en Lycie. La déesse Athéna lui apparaît en songe, et il décide d'étudier la philosophie. À Alexandrie, il devient, en philosophie, le disciple d'Olympiodore l'Ancien, et, étudie les mathématiques, avec un certain Héron. Il refuse de se marier avec la fille d'Olympiodore l'Ancien, et il restera célibataire.
À l'âge de vingt ans, il se rend à Athènes pour assister aux cours des philosophes platoniciens de l'école néoplatonicienne d'Athènes, chez Plutarque d'Athènes, dit aussi Plutarque le Jeune, fondateur et chef de cette école vers 400 ; il est condisciple de Hiéroclès d'Alexandrie ; ensuite il suit l'enseignement du successeur, Syrianos : logique, morale, politique, physique, enfin théologie. Il étudie Aristote, Platon, les écrits orphiques et les Oracles chaldaïques. Il tient Plutarque d'Athènes pour son « grand-père », Syrianos pour son « père ». La fille de Plutarque d'Athènes, Asclépigénie, lui apprend les rites de la théurgie : conjurations, formules, rites magiques, instruments.
À la mort de Plutarque d'Athènes (432), Syrianos devient le deuxième scolarque (recteur) de l'école néoplatonicienne d'Athènes. Proclos, à la mort de Syrianos (438), devient le troisième scolarque. Il entreprend alors la plus vaste synthèse philosophique de la toute fin de l'Antiquité grecque. Proclos aura pour disciples Ammonios (fils d'Hermias), qui brillera à l'école néoplatonicienne d'Alexandrie dès 475, Marinos de Néapolis, qui lui succédera.
Son effort pour contrer le christianisme dominant lui vaut une année d'exil, en Lydie.
Les cinq dernières années de sa vie, Proclos souffre d'une maladie de langueur. Il meurt le 17 avril 485, âgé de 73 ans, à Athènes. « Il fut enterré près du Lycabette, là même où repose le corps de son maître Syrianos. »
Il menait une vie sociale, professionnelle et politique intense. « Le même jour, il donnait cinq classes d'exégèse, parfois même plus, écrivait le plus souvent environ sept cents lignes, puis allait s'entretenir avec les autres philosophes, et, le soir, donnait encore d'autres leçons qui, elles, n'étaient pas mises par écrit. »
Les archéologues ont mis au jour la maison de Proclos.

## Philosophie

### Néoplatonisme
Il est, comme son maître Syrianos, concordiste : il pense que les diverses théologies (Homère, Orphée, Platon...) s'accordent.
Son œuvre est principalement constituée de commentaires de Platon.
Le premier est le Commentaire sur le Timée, rédigé dès 439, à 27 ans, et pythagorisant. Suivent le Commentaire sur le Premier Alcibiade, le Commentaire sur les Oracles chaldaïques (442), le Commentaire sur le Parménide, les Éléments de théologie (vers 480 ?). On ne sait pas situer chronologiquement la Théologie platonicienne et le Commentaire sur La République.

#### Commentaire sur le Timée
Dans son Commentaire sur le Timée, Proclos admet 9 niveaux de réalité : Un, être, vie, esprit, raison, animaux, plantes, êtres animés, matière première. Il pose une hiérarchie des dieux en neuf degrés :
1. l'Un, premier dieu ;
2. les hénades ;
3. les dieux intelligibles ;
4. les dieux intelligibles-intellectifs ;
5. les dieux intellectifs ;
6. les dieux hypercosmiques ;
7. les dieux encosmiques ;
8. les âmes universelles ;
9. les anges, démons, héros.

#### Commentaire sur le Parménide
Le Commentaire sur le Parménide a une importance particulière, car il inaugure la tradition apophatique du néo-platonisme : l'Un est ineffable et on ne peut l'exprimer que par une dialectique négative.
Proclos fait une liste de puissances négatives : dyade, infini, mouvement, altérité, dissimilitude, cycle de l'autre, devenir, matière.

#### Théologie platonicienne
Proclos fut également l’auteur d’une vaste Théologie platonicienne, dont l'objet et la méthode sont ainsi décrits dans la préface (I, 2, p. 9 de la traduction française) :

« Au début, je ferai la collection de toutes les notions générales relatives aux dieux, que Platon enseigne, et j'examinerai la signification et la valeur des propositions fondamentales pour chaque degré de la hiérarchie ; au milieu du traité, j'énumérerai tous les degrés de la hiérarchie divine, je définirai, en suivant la manière de Platon, leurs attributs propres et leurs processions, et je ramènerai tout aux principes fondamentaux élaborés par les théologiens ; à la fin, je traiterai des dieux, tant hypercosmiques qu'encosmiques, qui ont été célébrés d'une manière dispersée dans les écrits de Platon, et je rapporterai leur étude aux classes universelles de la hiérarchie divine. »

L'un des enjeux principaux de la Théologie platonicienne est l'exégèse du Parménide comme présentation systématique, ordonnée, de l'ensemble de la théologie attribuée à Platon :

« Ainsi, le Parménide, chez les amoureux de Platon, allume la parfaite et totale lumière de la théologie ; après lui, les dialogues déjà cités se distribuent entre eux des parties de l'initiation aux mystères divins… (Théol. plat., I, 7, trad. fr. p. 32) »

#### Éléments de théologie
Les Éléments de théologie sont le premier traité de philosophie exposé selon la méthode euclidienne, à partir de théorèmes suivis de leur démonstration. Cette méthode d'exposition scientifique influencera Alain de Lille et plus tard Spinoza. Elle confère à la pensée de Proclos un ordre, une clarté, une systématicité qui faisait défaut à ses prédécesseurs. Proclos y affectionne la démonstration par l'absurde qui conclut à une hypothèse en éliminant toutes les autres, ce qui n'est pas sans analogie avec la méthode de Nagarjuna, par exemple.
Selon l'idéalisme platonicien, « un terme également présent à tous les termes d'une série ne peut les éclairer que s'il est non pas en l'un d'eux, ni en eux tous, mais avant eux tous ». Tel se présente le théorème fondamental du traité selon lequel les choses bonnes dépendent de la bonté, les choses éternelles de l'éternité, l'unité en toutes choses de l'Un. La méthode de Proclos consiste donc à construire une métaphysique à partir d'une classification des termes d'après leur généralité décroissante, en faisant de chaque terme général la cause de tous ceux qui en dépendent. Ainsi, l'Un ou unité est cause de toutes les choses dont on peut dire qu'elles sont unes.
Voici donc établi le principe de constitution des séries classées en ordre hiérarchique suivant leur degré de généralité ou de simplicité. Le sommet de toutes les séries est l'Un. Au-dessous se situe la série des unités, au-dessous celle de l'Être (puisque tout être est un), au-dessous la série de la vie, puis la série de l'âme. Chaque série ne forme pas seulement le terme d'un ordre logique, mais elle est comme un monde contenant toutes les espèces possibles d'un genre (l'Un, l'Être, la Vie) sous une forme indistincte. Chaque monde contient toutes les réalités possibles. Ce qui est contenu dans la série des hénades sous forme d'hénade est contenu dans la série de l'être sous forme d'être, etc. Le développement et la distribution de la réalité est donc commun à toutes les séries : les êtres se divisent comme les unités, les êtres vivants comme les êtres, les intelligences comme les êtres vivants, les âmes comme les intelligences. Mais, tandis que le terme général s'élève dans la hiérarchie en fonction de sa simplicité (le plus simple étant l'Un), au contraire, les êtres singuliers qui participent de son unité sont d'autant moins élevés qu'ils sont plus simples. Ainsi, les êtres sont moins élevés que les êtres vivants, les êtres vivants que les êtres intelligents, etc.
Émile Bréhier, par exemple, a pu reprocher à Proclos de figer toute la réalité dans une sorte d'ordre ou de hiérarchie immuable où chaque être a sa place définie de toute éternité et ne peut en changer, y évoluer, s'élever ou s'abaisser. Pourtant, l'âme, véhicule de lumière, en revêtant diverses enveloppes (corps primordial et éternel, corps médiant durable, corps éphémère indéfiniment renouvelable) se particularise au fur et à mesure qu'elle est destinée à agir dans le monde sous telle ou telle forme. À partir de là, on peut considérer l'hénologie proclusienne comme le déploiement d'un univers totalisé en chacune de ses parties, la manifestation d'une théophanie polycentrique, une monadologie holistique où chaque âme singulière n'en est pas moins le miroir de l'univers dans sa totalité.

#### De l'Éternité du Monde
Il publie De l'Éternité du Monde ou Dix-huit arguments sur l'Éternité du Monde, contre les chrétiens. Ce texte nous est parvenu par l'intermédiaire de Jean Philopon et par des traductions en arabe. Jean Philopon lui répondra point par point, en 529, dans son ouvrage Sur l’Éternité du Monde contre Proclos. Le théologien musulman al-Ach'ari le réfute aussi dans son Fî al-radd 'alâ al-falâsifah («De la réfutation des philosophes»).

### Théurgie
Olympiodore le Jeune oppose chez les néoplatoniciens contemplatifs et théurgistes : « Beaucoup, comme Porphyre et Plotin, préfèrent la philosophie, d'autres, comme Jamblique, Syrianos et Proclos, préfèrent la théurgie (ιερατική) ».
Toute sa vie il aura vécu de façon religieuse, pour ne pas dire magique. « Nuit et jour, il se livrait à des rites apotropaïques, à des ablutions et à d'autres pratiques de purification, soit orphiques, soit chaldaïques, […] il s'abstenait de la chair des êtres animés. […] Il jeûnait certains jours, à la suite d'une apparition divine ». Il pensait être la réincarnation du néopythagoricien Nicomaque de Gerasa, mort en 196. Parmi les vertus, il met au sommet les vertus théurgiques.
Chez Proclos, la philosophie se double d'une théurgie. Après avoir reçu la révélation de sa vocation de la déesse Athéna elle-même, il se proclama en tant que philosophe « le hiérophante du monde entier ». Toute l'œuvre de Proclos consiste à déployer le contenu de l'âme sous forme métaphysique et théologique, l'âme étant « le milieu et le centre de tous les êtres ». A. Sheppard propose de distinguer trois aspects dans la théurgie proclienne : 1) pur rituel (magie blanche), 2) élévation de l'âme au degré de l'intellect et de l'intelligible, 3) union de 'l'un de l'âme' au dieu suprême.

### Science
Proclos se consacra aussi à l'astronomie. Dans son Hypotypose, il exposa les hypothèses du système de Ptolémée. Il composa un résumé d'astronomie : La Sphère où il expose la théorie des cinq zones climatiques. Il a laissé des petits traités sur Hipparque et Ptolémée dont nous n'avons gardé qu'une traduction latine.
Pierre Duhem le rapproche de Simplicios de Cilicie, pour qui l'astronomie n'a pas tant la prétention d'atteindre la réalité intime du monde supralunaire, hors de portée de l'entendement humain, que celle de "sauver les phénomènes" - i.e. de décrire ou représenter au mieux les apparences célestes.
Il a écrit un commentaire sur le premier livre d'Euclide.

### Poésie
C'est par le codex 239 de la Bibliothèque de Photios que nous connaissons sa Chrestomathie, qui était un cours de littérature grecque dont Photius résume deux livres consacrés aux différents genres de la poésie grecque de l'Antiquité. L'attribution de cette œuvre est sujette à controverse, certains commentateurs estimant qu'il s'agit là d'un Proclos différent.
On doit à Proclos des poèmes de structure orphique.

### Influence
L'influence de Proclos est considérable. Sa pensée agit sur ses successeurs immédiats à l'école d'Athènes : Ammonios, fils d'Hermias, Marinos de Néapolis, Isidore de Gaza, Damascios. Sa métaphysique inspire directement le Corpus Aréopagitique (Pseudo-Denys l'Aréopagite) qui influence toute la théologie négative chrétienne et s'étend, à travers la diffusion exceptionnelle du Livre des Causes (largement basé sur les Éléments de Théologie), à toute la tradition néo-platonicienne de l'islam (cosmologie d'Avicenne, par exemple), à la scolastique chrétienne (Alain de Lille, aux commentaires d'Albert le Grand et de Thomas d'Aquin, à Maître Eckart) et au néoplatonisme de la Renaissance (Nicolas de Cues, Marsile Ficin, Pic de la Mirandole, Giordano Bruno). Sa traduction en latin par Guillaume de Moerbeke (en 1273, 1280) a beaucoup fait pour sa diffusion. Il est à noter que l'Eros de Proclus a possiblement influencé la notion de la nature dite primordiale de Dieu d'Alfred North Whitehead.

### Sources
- Marinus, Proclus ou sur le bonheur (486), texte établi par Henri Dominique Saffrey et Alain-Philippe Segonds, Paris, Les Belles Lettres, Collection des Universités de France, 2001, CLXXVI + 236 p.
- Jean Philopon, De l'éternité du monde contre Proclos (Contra Proclum. De aeternitate mundi, 529). Trad. an. M. Share, J. Wilberding : Philoponus, Against Proclus on the Eternity of the World, Londres, Duckworth and Cornell University Press, Ancient Commentators on Aristotle, 2005, 2006.

### Traductions françaises
consulter "un répertoire des sources philosophiques antiques"  
- De l'art hiératique (in Catalogue des manuscrits alchimiques grecs CMAG, Bruxelles, 1924-1932, t. VI : Les manuscrits d'Athènes, 1928, p. 148-151), trad. par André-Jean Festugière, La révélation d'Hermès Trismégiste, Les Belles Lettres, t. 1., p. 134-136.
- Commentaire sur 'La République'  (date ?). Tome 1, Livres 1-3 ; trad. André-Jean Festugière. Paris : J. Vrin-CNRS, 1970. (Bibliothèque des textes philosophiques). 224 p.  (ISBN 2-7116-0632-5). Tome 2, Livres 4-9 ; trad. André-Jean Festugière. Paris : J. Vrin-CNRS, 1970. (Bibliothèque des textes philosophiques). 196 p.  (ISBN 2-7116-0633-3). Tome 3, Livre 10 ; trad. André-Jean Festugière. Paris : J. Vrin-CNRS, 1970. (Bibliothèque des textes philosophiques). 384 p.  (ISBN 2-7116-0634-1).
- Commentaire sur le 'Parménide' de Platon (vers 470 ?). Ancienne trad. par Chaignet, Leroux, 1900, 3 t. Nouvelle trad. : Tome 1 (deux parties) ; éd. et trad. Alain Philippe Segonds, [Carlos Steel] et Concetta Luna. Paris, Les Belles Lettres, 2007. (Collection des universités de France). dxlvi-547p.  (ISBN 978-2-251-00538-6).
- Commentaire sur le 'Phédon'. Édi. et trad. an. L. Westerink : The Greek Commentaries on Plato's Phaedo, vol. II : Damascius, Amsterdam, 1977. "Probablement le résumé d'un commentaire perdu de Proclus, avec un grand nombre de notes ajoutées par Damascius", selon Westernink p. 18.
- Commentaire sur le 'Premier Alcibiade' de Platon (v. 440). Tome 1 ; éd. et trad. Alain Philippe Segonds. Paris : les Belles Lettres, 1985. (Collection des Universités de France). cxlix-337p.  (ISBN 2-251-00388-6). Tome 2 ; éd. et trad. Alain Philippe Segonds. Paris : les Belles Lettres, 1985. (Collection des Universités de France). vii-424p.  (ISBN 2-251-00393-2).
- Commentaire sur le 'Timée'  (439). Tome 1, livre I ; trad. André-Jean Festugière. Paris : J. Vrin-CNRS, 1966. (Bibliothèque des textes philosophiques). 264 p.  (ISBN 2-7116-0626-0). Tome 2, Livre II ; trad. André-Jean Festugière. Paris : Librairie philosophique Vrin-CNRS, 1967 (mise à jour 2000). (Bibliothèque des textes philosophiques). 344 p.  (ISBN 978-2-7116-0627-6). Tome 3, Livre III ; trad. André-Jean Festugière. Paris : J. Vrin-CNRS, 1967. (Bibliothèque des textes philosophiques). 362 p.  (ISBN 2-7116-0628-7). Tome 4, Livre IV ; André-Jean Festugière. Paris : J. Vrin-CNRS, 1968. (Bibliothèque des textes philosophiques). 204 p.  (ISBN 2-7116-0629-5). Tome 5, livre V ; trad. André-Jean Festugière. Paris : J. Vrin-CNRS, 1969. (Bibliothèque des textes philosophiques). 264 p.  (ISBN 2-7116-0630-9). Proclos, encore jeune, à la façon de Jamblique et Syrianos, tient le Timée pour une œuvre pythagoricienne (I, 15).
- Commentaire sur les 'Oracles chaldaïques'  (extraits) (dès 442), in Oracles chaldaïques, trad. É. des Places, Les Belles Lettres, 1996, p. 202-212.
- Commentaires sur le premier livre des 'Éléments' d'Euclide, trad. P. Ver Eecke, Bruges, 1948, rééd. 1959. Influencé par Jamblique (Collection des dogmes pythagoriciens, III : Sur la science commune des mathématiques). Proclos fait d'Euclide un platonicien qui veut construire les figures géométriques du Timée et suit les raisonnements mathématiques de la République de Platon.
- Éléments de théologie (vers 480), trad. Jean Trouillard, Paris, Aubier-Montaigne (Bibliothèque philosophique), 1965, 192 p. Épuisé.
- Hymnes et prières, édition bilingue, trad. Henri Dominique Saffrey, Éditions Arfuyen, collection « Ivoire », 1994  (ISBN 978-2-908-82535-0)
- Théologie platonicienne (vers 480 ?). Tome 1, introduction. Livre I ; éd. et trad. Leendert Gerritt Westerink & Henri Dominique Saffrey. Paris : les Belles Lettres, 1968. (Collection des Universités de France). cxcv-298 p.  (ISBN 2-251-00284-7). Tome 2, livre II ; éd. et trad. Leendert Gerritt Westerink & Henri Dominique Saffrey. Paris : les Belles Lettres, 1974. (Collection des Universités de France). xcv-216p.  (ISBN 2-251-00285-5). Tome 3, Livre III ; éd. et trad. Leendert Gerritt Westerink & Henri Dominique Saffrey. Paris : les Belles Lettres, 1978. (Collection des Universités de France). cxix-261 p.  (ISBN 2-251-00286-3). Tome 4, Livre IV ; éd. et trad. Leendert Gerritt Westerink & Henri Dominique Saffrey. Paris : les Belles Lettres, 1978. (Collection des Universités de France). xcix-316p.  (ISBN 2-251-00287-1). Tome 5, Livre V ; éd. et trad. Leendert Gerritt Westerink & Henri Dominique Saffrey. Paris : les Belles Lettres, 1987. (Collection des Universités de France). ciii-376p.  (ISBN 2-251-00386-X). Tome 6, Livre VI. Index général ; éd. et trad. Leendert Gerritt Westerink & Henri Dominique Saffrey. Paris : les Belles Lettres, 1997. (Collection des Universités de France). cxxxiii-224p.  (ISBN 2-251-00462-9). Voir Concetta Luna, Addenda et corrigenda à l’édition de la "Théologie platonicienne" de Proclus, Studia Graeco-Arabica 9 (2019), p. 15-46.
- Trois études. Tome 1 : Dix questions concernant la Providence ; éd. et trad. Daniel Isaac. Paris : Les Belles Lettres, 1982. (Collection des Universités de France), 310 p.  (ISBN 2-251-00289-8). Tome 2 : Providence, fatalité, liberté ; éd. et trad. Daniel Isaac. Paris : Les Belles Lettres, 1979. (Collection des Universités de France). 230 p.  (ISBN 2-251-00290-1). Tome 3 : De l'existence du mal ; éd. et trad. Daniel Isaac. Paris : Les Belles Lettres, 1982. (Collection des Universités de France). 296 p.  (ISBN 2-251-00291-X).

### Apocryphe
- Le Livre des Causes est basé sur les Éléments de Théologie de Proclus et les commente, mais son auteur (probablement arabe) est inconnu. Il eut une grande influence sur la philosophie médiévale. Texte latin et trad. par P. Magnard, O. Boulnois, B. Pinchard, J.-L. Solère, in La demeure de l'être. Autour d'un anonyme, Vrin, 1990.

### Études
- Michel Cazenave, « Les mathématiques et l’âme chez Proclus », (pp. 422-448), In Michel Cazenave (sous la direction de), De la science à la philosophie. Y a-t-il une unité de la connaissance ?, Paris : Albin Michel/France Culture, 2005,  (ISBN 2-226-15564-3)
- Annick Charles-Saget, L'Architecture du divin. Mathématique et philosophie chez Plotin et Proclus, Paris, Les Belles lettres, Collection d'études anciennes, 1982.  (ISBN 2-251-32603-0).
- André-Jean Festugière, « Proclus et la religion traditionnelle », Mélanges d'archéologie et d'histoire offerts à André Piganiol, III, Paris, 1966, p. 1581-1590.
- André-Jean Festugière, « Contemplation philosophique et art théurgique chez Proclus », Studi di storia religiosa della tarda antichità, Messine, 1968, p. 5-19.
- Simon Fortier, « L’inspiration divine de Platon selon Proclus », Revue de philosophie ancienne, t. XXXIII, no 2,‎ 2015, p. 201-233 (lire en ligne)
- Pierre Hadot, « La Théologie de Proclus », Revue des Études Grecques, t. 88, nos 419-423,‎ janvier-décembre 1975, p. 220-223 (lire en ligne)
- James Hillman, « La Mesure des événements : la proposition 117 de Proclus dans la perspective d'une psychologie archétypique » (p. 283-299), In Michel Cazenave (sous la direction de), Science et Conscience. Les deux lectures de l’univers, Paris, Stock, 1980  (ISBN 978-2234013438)
- Alain Lernould, « La dialectique comme science première chez Proclus », Revue des Sciences Philosophiques et Théologiques, vol. 71, no 4,‎ octobre 1987, p. 509-536 (lire en ligne)
- Alain Lernould, « L'interprétation par Proclus du Timée de Platon : physique et dialectique », Philosophie, 26, Paris 1990, p. 19-40.
- Alain Lernould, « La divisio textus du Timée dans l'In Timaeum de Proclus (Sur la physique pythagoricienne du Timée selon Proclus) » in Le Timée de Platon. Contributions à l'histoire de sa réception / Platos Timaios. Beiträge zu seiner Rezeptionsgeschichte, éd. A. Neschke-Hentschke, Louvain-Paris, 2000, p. 63-93.
- Alain Lernould, Physique et théologie. Lecture du Timée de Platon par Proclus, Villeneuve-d'Ascq, Presses universitaires du Septentrion, 2001, 405 p.  (ISBN 2-85939-644-6).
- Emmanuelle Métrailler, Cosmos et ὄχημα selon Proclus : étude sur la dissertation XVI du Commentaire de Proclus sur la République de Platon (thèse de doctorat), Fribourg,‎ 2012, 209 p. (lire en ligne).
- Proclus et son influence, éd. G. Boss et G. Seel, Zurich, Éditions du Grand Midi, 1987.
- Proclus lecteur et interprète des anciens, Actes du colloque international du CNRS, Paris, 2-4 octobre 1985, publiés par Jean Pépin et Henri Dominique Saffrey, Paris, Éditions du CNRS, 1987, 400 p.  (ISBN 2-222-04043-4).
- Proclus et la théologie platonicienne, Actes du colloque international de Louvain (13-16 mai 1998) en l'honneur de H. D. Saffrey et L. G. Westerink, éd. par Alain Philippe Segonds et C. Steel, Louvain : Leuven University Press, Ancient and medieval philosophy, 2000, 26, XLI-695 p.  (ISBN 90-5867-020-1).
- Henri Dominique Saffrey, « Allusions antichrétiennes chez Proclus, le diadoque platonicien », Revue des Sciences philosophiques et théologiques, 59 (1975), p. 553-563.
- Jean Trouillard, L'Un et l'âme selon Proclos, Paris, Les Belles lettres, Collection d'études anciennes, 1972, X-194 p.
- Jean Trouillard, La Mystagogie de Proclos, Paris, Les Belles lettres, Collection d'études anciennes, 1982, 256 p.  (ISBN 2-251-32602-2).